# Liste der Monuments historiques in Saint-Malo-de-Beignon
Die Liste der Monuments historiques in Saint-Malo-de-Beignon führt die Monuments historiques in der französischen Gemeinde Saint-Malo-de-Beignon auf.

## Liste der Bauwerke
| Bezeichnung    | Beschreibung | Standort | Kennzeichnung | Schutzstatus | Datum | Bild |
| -------------- | ------------ | -------- | ------------- | ------------ | ----- | ---- |
| Friedhofskreuz |              | (Lage)   | PA00091688    | Inscrit      | 1927  |      |
| Kirche St-Malo |              | (Lage)   | PA00091689    | Inscrit      | 1927  |      |

## Liste der Objekte
- Monuments historiques (Objekte) in Saint-Malo-de-Beignon in der Base Palissy des französischen Kultusministeriums